# IC 599
IC 599 је спирална галаксија у сазвјежђу Секстант која се налази на листи објеката дубоког неба у Индекс каталогу.
Деклинација објекта је - 5° 37' 44" а ректасцензија 10h 13m 12,4s. Привидна величина (магнитуда) објекта IC 599 износи 14,3 а фотографска магнитуда 15,1. IC 599 је још познат и под ознакама MCG -1-26-32, PGC 29771.